# Allan Joseph Champneys Cunningham
Allan Joseph Champneys Cunningham (* 1842 in Delhi; † 1928 in London) war ein britischer Mathematiker.
Er begann seine militärische Karriere bei den bengalischen Ingenieuren der Ostindienkompanie. Von 1871 bis 1881 war Cunningham Mathematiklehrer an der Thomason Ingenieursschule im indischen Roorkee. Als er 1881 nach Großbritannien zurückkehrte, setzte er seine Lehrtätigkeit an den Militärakademien in Chatham, Dublin und Shorncliffe fort. 1891 verließ er die Armee, in der er zuletzt den Rang eines Oberstleutnants hatte (Lieutenant Colonel).
Cunningham verbrachte den Rest seines Lebens mit dem Studium der Zahlentheorie. Er setzte seine Erfahrung ein, um Faktorisierungsprobleme zu lösen, wie die Faktorisierung von Mersennezahlen 2p-1 und Fermatzahlen {\displaystyle 2^{2^{n}}+1}. Das Ergebnis jahrzehntelanger Berechnungen veröffentlichte er in mehreren Tafelwerken. Nach ihm sind Cunningham-Ketten benannt.
Seine Arbeit wird im nach ihm benannten Cunningham Projekt fortgeführt.

## Schriften
- Binomial Factorizations: Giving extensive congruence tables and factorization tables. London: Francis Hodgson, sieben Bände bis 1925
- A binary canon, showing residues of powers of 2 for divisors under 1000, and indices to residues, London: Hodgson and son, 1900
- Quadratic partitions. London: Hodgson 1904

Er veröffentlichte auch 1875 (damals im Rang eines Hauptmanns) ein Buch über hydraulische Experimente am Thomason College und 1876 ein Lehrbuch Applied Mechanics in Rourkee.